# Carnitina O-acetiltransferasi
La carnitina O-acetiltransferasi (numero EC 2.3.1.7) è un enzima appartenente alla classe delle transferasi, che catalizza la seguente reazione:
acetil-CoA + carnitina ⇄ CoA + O-acetilcarnitina
L'enzima agisce anche sul propanoil-CoA e sul butanoil-CoA.